# Nicolás Lapentti
Nicolás Alexander Lapentti Gómez (Guayaquil, 13 de agosto de 1976) es un extenista ecuatoriano, proveniente de una familia de tradición tenística por parte de su tío Andrés Gómez, leyenda del tenis ecuatoriano que ganara el Roland Garros. «Nico» Lapentti posee cinco títulos ATP y su mejor ranking en sencillos fue nro. 6 del mundo en 2000 luego de llegar a las semifinales del Australian Open. También alcanzó los cuartos de final en Wimbledon 2002. 
En Masters 1000, sus mayores actuaciones las consiguió en  Hamburgo 1999, París 1999, Indian Wells 2000 y Roma 2001, en donde llegó hasta las semifinales, mientras que en el ATP Tour 500 ganó el Torneo de Indianápolis en 1999 y el Torneo de Kitzbühel en 2001, y alcanzó la final en Tokio 2000.
Es familiar de otros tenistas: sobrino de Andrés Gómez, hermano de Giovanni Lapentti, primo de Roberto Quiroz y Emilio Gómez.

## Comienzos
Lapentti comenzó a jugar tenis a los seis años. A los 12 años participó en el ‘Pedro Pablo Gómez’, torneo instaurado por Andrés Gómez para jugadores de hasta 13 años, con la finalidad de estimular al ganador con un premio importante que consistía en becarlo con un mes de entrenamiento en la Academia Hopman en Florida; Nico ganó dos veces el certamen. 
Llamó por primera vez la atención del tenis mundial como un excepcional jugador en el año 1994, al ganar el Orange Bowl de Florida, y también cuando consiguió dos títulos de dobles, en el Abierto de Francia (junto a Gustavo Kuerten) y en el Abierto de Estados Unidos.

## Profesional
Lapentti se convirtió en profesional en 1995, a los 19 años, y ganó su primer título a nivel superior ese mismo año en Bogotá. En ese torneo, Lapentti entró al cuadro principal después de pasar la fase clasificatoria, y se destacaría por eliminar en cuartos de final al quinto cabeza de serie Marcelo Ríos y por ganar la final ante el local Miguel Tobón. Para   abril de 1996 ya se ubicaba en el top 100 del ranking ATP y en septiembre volvió a llegar a la final del torneo ATP de Bogotá, pero esta vez caería ante el nro. 2 del mundo Thomas Muster por 7-6 (6), 2-6, 3-6.
Entre 1997 y 1998, Lapentti estabilizó cada vez más sus resultados en individuales, consolidándose entre los cien primeros del ranking, y en dobles llegó a cinco finales de las competiciones ATP, de las cuales ganó dos títulos: en Ámsterdam y Ciudad de México. En el Roland Garros 1998, Lapentti logró su primer éxito notable en competiciones de dobles en torneos de Grand Slam. Junto al español Julián Alonso, llegó a los cuartos de final del torneo, eliminando simultáneamente a la quinta pareja de preclasificados Rick Leach/Ellis Ferreira.
En 1999, y gracias a una perfecta preparación física, Lapentti fue semifinalista en el Abierto de Australia, certamen en la que tuvo que pasar cuatro rondas a cinco sets para llegar hasta esas instancias. En ese mismo año consigue buenas actuaciones en la categoría Masters 1000, llegando hasta semifinales en Hamburgo y París y a los cuartos de final en Roma. Además, participó en el Grand Slam Cup, que era un evento en el cual invitaba a los jugadores con mejor desempeño en los Grand Slam del año en curso, en ese torneo llegaría hasta cuartos de final. También ganó dos títulos individuales del ATP en aquel año y alcanzó en noviembre el ranking en individuales, nro. 8, lo que le permitía clasificar al Tennis Masters Cup de ese año, convirtiéndose así, en el segundo tenista ecuatoriano que disputaba ese torneo.

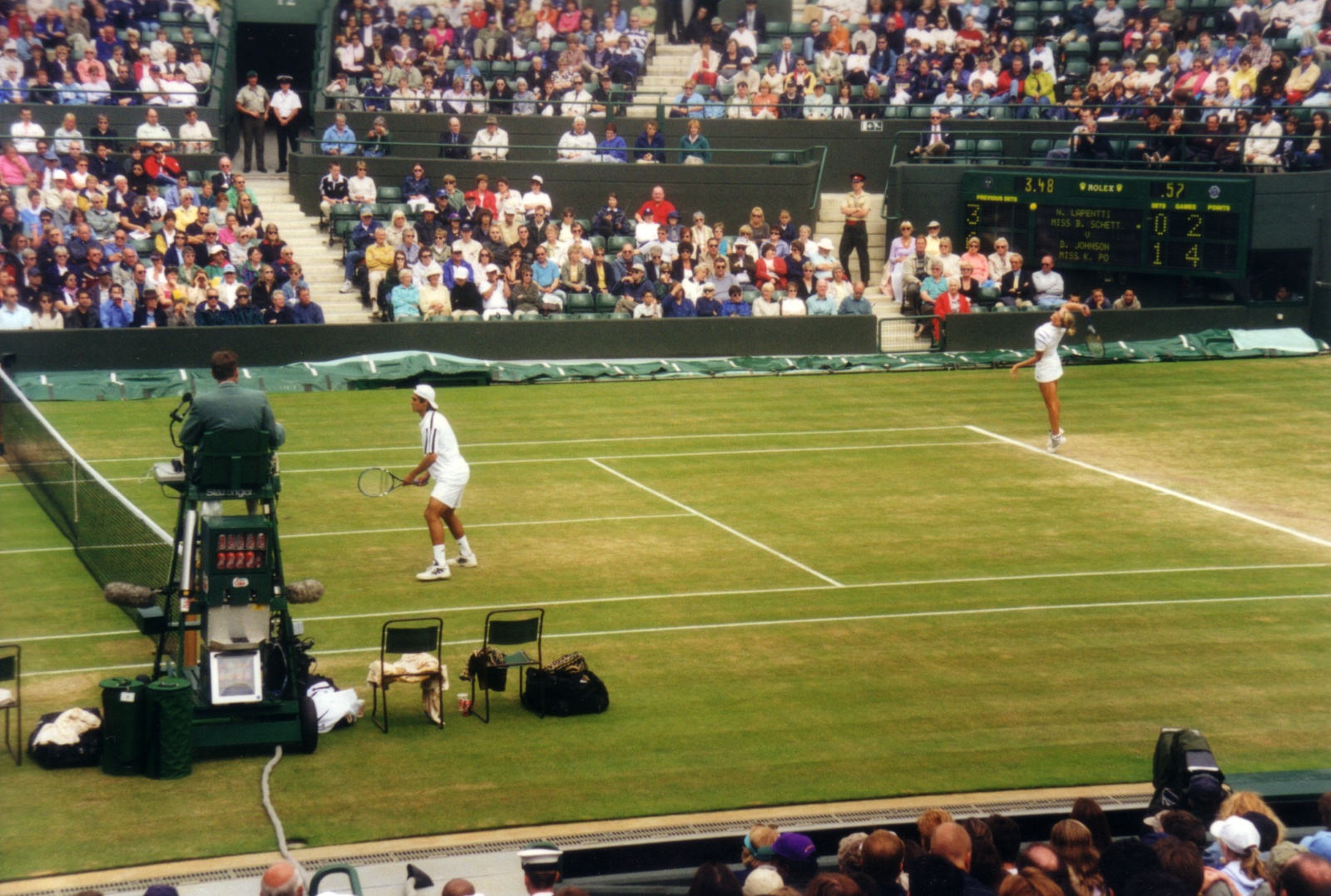
Nicolás Lapentti en la red, y Barbara Schett al servicio, en las semifinales de dobles mixtos, en la cancha número 1, en el Campeonato de Wimbledon 2000.

Para el año 2000, no pudo mantener ese mismo nivel mostrado un año antes, aun así, destacó en algunos torneos de Masters 1000, como el Masters de Indian Wells, donde llegó a semifinales y el Masters de Miami donde avanzó hasta cuartos de final, y en el ATP Tour 500 donde llegó a la final en Tokio, perdiendo ante el holandés Sjeng Schalken. En ese año alcanzaría su máximo ranking en individuales de  nro. 6 del mundo. En cuanto a los torneos de Grand Slam, su mejor resultado en esa temporada la consiguió en el Roland Garros, en donde avanzó hasta la cuarta ronda, cayendo ante Gustavo Kuerten por 3-6, 4-6, 6-7(4-7). Mientras que en competiciones de dobles mixtos, junto con la austriaca Barbara Schett, alcanzó las semifinales de Wimbledon, perdiendo sólo ante los futuros campeones, los estadounidenses Donald Johnson y Kimberly Po. Un año después, Lapentti disputó su única final de esa temporada en el torneo ATP, en el Kitzbühel austriaco, la lucha contra el español Albert Costa se prolongó durante cuatro sets, donde Lapentti fue más fuerte, llevándose el título.     
En 2002, Lapentti ganó su quinto título de sencillo en el ATP Tour en St Pölten, superando a Fernando Vicente en dos sets en la final. En la segunda ronda de ese torneo, su rival, Irakli Labadze, tuvo cuatro puntos de partido, pero no fue capaz de convertir alguno de ellos. Lapentti finalmente ganó ese duro partido 5-7, 7-6 (1), 7-6 (6). En ese año también alcanzó los cuartos de final en Wimbledon y en Miami, así como la cuarta ronda en el Abierto de Australia, ubicándose el 8 de julio en el puesto
nro. 20 del ranking ATP.
En 2004, comienza la etapa de decadencia de la carrera de Lapentti: los resultados disminuyeron gradualmente hasta tal punto que no pudo mantenerse entre los cien primeros del ranking, saturando cada vez más su calendario con "Torneos Challenger" para volver a estar entre los cien primeros. Estos torneos daría una ligera consolidación en el ranking y extendiera por varios años la carrera de Lapentti; Las actuaciones en los grandes torneos fueron cada vez más selectivas: «Nico» Lapentti se perdería los torneos de Grand Slam en Australia y Gran Bretaña. En septiembre de 2006, Lapentti alcanzó por última vez la lucha por el título en el circuito principal de la ATP: en Palermo, venció a dos cabezas de serie,  Paul-Henri Mathieu en primera ronda y Gilles Simon en los cuartos de final, pero perdería ante el tercero Filippo Volandri en la final. 
Su hermano, Giovanni, también fue un jugador de tenis profesional, alcanzando un récord personal en el ranquing ATP de nro. 110 en mayo de 2005. Además, otro hermano, Leonardo, ha estado activo en los niveles más bajos de tenis profesional.

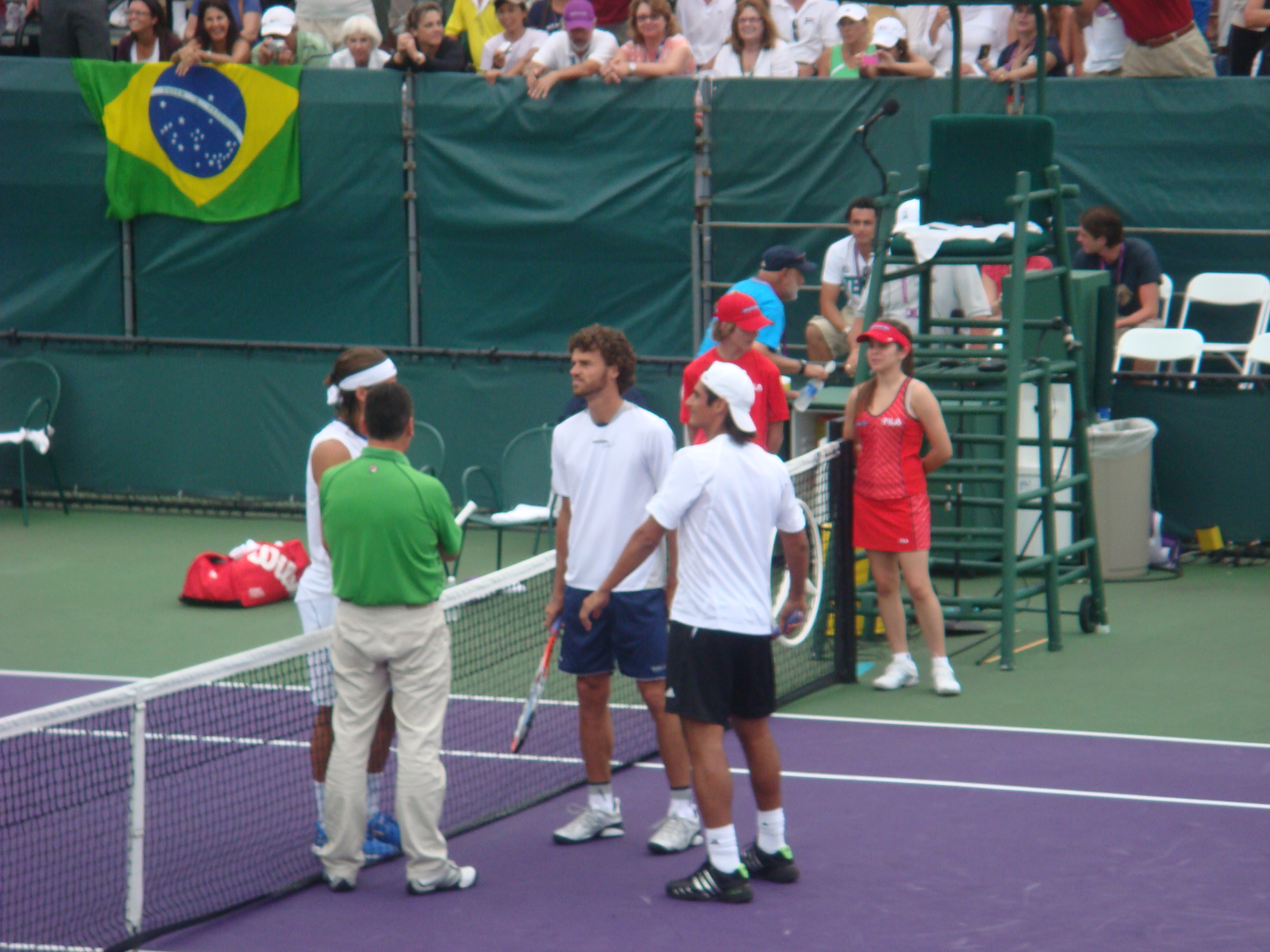
Lapentti y Kuerten antes de un partido de dobles (contra López y Verdasco) en el Masters de Miami 2008.

En el Masters de Cincinnati de 2008, Lapentti volvía a llegar a unos cuartos de final de un Masters 1000, después de un bajo rendimiento ocasionado por diversas lesiones entre los años 2004 y 2007. En el torneo, Lapentti venció a Marin Čilić en primera ronda, David Ferrer en la segunda ronda, Fernando Verdasco en la tercera ronda y se enfrentó con el cabeza de serie nro. 2 Rafael Nadal, en donde perdería en sets corridos por 7-6, 6-1. Con esa victoria sobre Lapentti, Nadal aseguraba la clasificación nro. 1 del mundo por primera vez.
En 2009 tuvo que retirarse contra Novak Djokovic en la primera ronda del Roland Garros.
La última participación de Lapentti en un Grand Slam fue en 2010, cuando disputó el Roland Garros, quedando eliminado en primera ronda.

### Retiro
Nicolás Lapentti se retiró de la actividad profesional en enero de 2011, a los 34 años, tras una carrera marcada por numerosas lesiones que lo alejaron de la alta competencia del tenis profesional durante los últimos años.

## Copa Davis

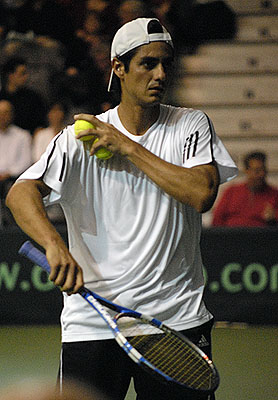
Nicolás Lapentti durante la Copa Davis 2009.

También ha sido miembro del equipo de Copa Davis Ecuador desde 1993. Ha representado a su país desde que tenía 17 años, y fue protagonista en uno de los triunfos más importantes en la historia del tenis ecuatoriano, cuando el equipo de Copa Davis derrotó contra todo pronóstico 3-2 a Gran Bretaña en el mítico All England Club, escenario del torneo de Wimbledon. 
La serie se inició el 14 de julio del 2000, en donde Nicolás Lapentti consiguió un triunfo de entrada, al derrotar a Greg Rusedski por 6-3, 6-7(3), 7-5, 4-6, 7-5, luego igualó Tim Henman al superar a Luis Morejón por 6-2, 6-1, 6-4. Al siguiente día «Nico» Lapentti y su hermano Giovanni sorprendieron a los locales Tim Henman y Arvind Parmar al vencerlos en sets corridos 6-3, 7-5, 6-3. Con ventaja de 2 a 1 para Ecuador llegaron al último día de competencia, Tim Henman igualó la serie al vencer a Nicolás Lapentti 6-1, 6-4, 6-4, dejando la responsabilidad de la definición al quinto punto, en esa instancia ambos capitanes decidieron colocar a los terceros tenistas del equipo, Giovanni Lapentti y Arvind Parmar, en donde Giovanni ganaría el partido en cinco sets, dándole el triunfo al combinado ecuatoriano. Además, Nicolás Lapentti posee el récord de la Copa Davis para la mayoría de partidos ganados en cinco sets, con un total de 13 victorias.

## Títulos (8; 5+3)

### Individuales (5)

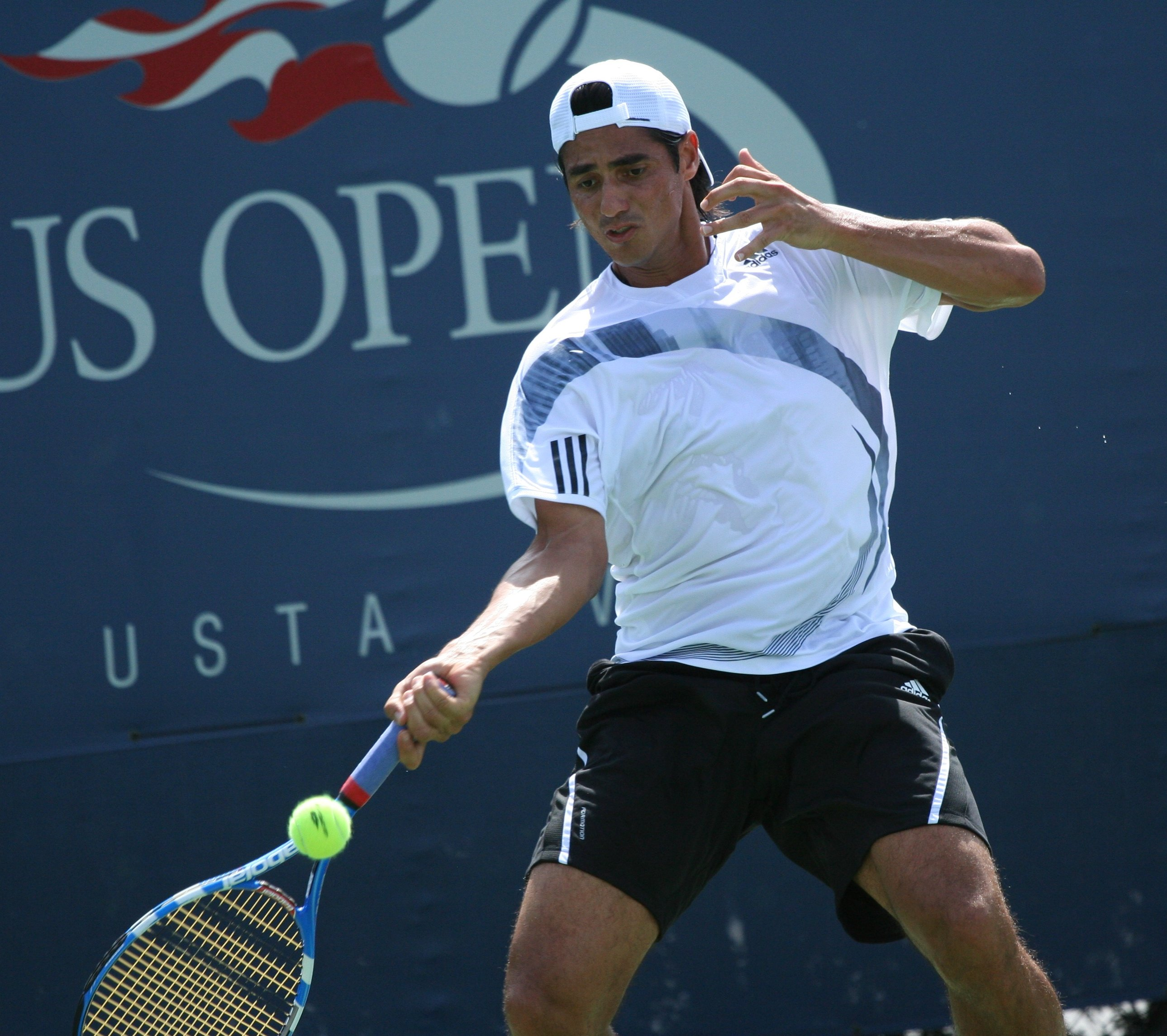
Nicolás Lapentti en el Abierto de Estados Unidos 2009.

| Leyenda                |
| Grand Slam (0)         |
| Tennis Masters Cup (0) |
| ATP Masters Series (0) |
| ATP Tour (5)           |

| NºBy | Fecha                    | Torneo       | Superficie    | Oponente en la final   | Resultado       |
| ---- | ------------------------ | ------------ | ------------- | ---------------------- | --------------- |
| 1.   | 11 de septiembre de 1995 | Bogotá       | Tierra batida | Miguel Tobón           | 3-6 6-1 6-4     |
| 2.   | 16 de agosto de 1999     | Indianápolis | Dura          | Vincent Spadea         | 4-6 6-4 6-4     |
| 3.   | 18 de octubre de 1999    | Lyon         | Carpeta       | Lleyton Hewitt         | 6-3 6-2         |
| 4.   | 23 de julio de 2001      | Kitzbuhel    | Tierra batida | Albert Costa           | 1-6 6-4 7-5 7-5 |
| 5.   | 20 de mayo de 2002       | Sankt Pölten | Tierra batida | Fernando Vicente Fibla | 7-5 6-4         |

### Finalista en individuales (7)
- 1996: Bogotá (pierde ante Thomas Muster)
- 1997: Bogotá (pierde ante Francisco Clavet)
- 1999: Gstaad (pierde ante Albert Costa)
- 2000: Tokio (pierde ante Sjeng Schalken)
- 2002: Viña del Mar (pierde ante Fernando González)
- 2003: Bastad (pierde ante Mariano Zabaleta)
- 2006: Palermo (pierde ante Filippo Volandri)

### Dobles (3)
| Leyenda                |
| Grand Slam (0)         |
| Tennis Masters Cup (0) |
| ATP Masters Series (0) |
| ATP Tour (3)           |

| N.º | Fecha                 | Torneo           | Superficie    | Pareja          | Oponentes en la final         | Resultado   |
| --- | --------------------- | ---------------- | ------------- | --------------- | ----------------------------- | ----------- |
| 1.  | 28 de julio de 1997   | Ámsterdam        | Tierra batida | Paul Kilderry   | Andrew Kratzmann Libor Pimek  | 3-6 7-5 7-6 |
| 2.  | 20 de octubre de 1997 | Ciudad de México | Tierra batida | Daniel Orsanic  | Luis Herrera Mariano Sánchez  | 4-6 6-3 7-6 |
| 3.  | 4 de enero de 1999    | Adelaida         | Dura          | Gustavo Kuerten | Jim Courier Patrick Galbraith | 6-4 6-4     |

### Challengers (6)
| N.º | Fecha                    | Torneo    | Superficie    | Oponente en la final | Resultado      |
| --- | ------------------------ | --------- | ------------- | -------------------- | -------------- |
| 1.  | 20 de noviembre de 1995  | Santiago  | Tierra batida | Nicolás Pereira      | 7-6 6-3        |
| 2.  | 29 de noviembre de 2004  | Aracajú   | Tierra batida | Júlio Silva          | 6-2 6-2        |
| 3.  | 18 de septiembre de 2006 | Szczecin  | Tierra batida | Bohdan Ulihrach      | 3-6 6-3 6-3    |
| 4.  | 24 de septiembre de 2007 | Grenoble  | Dura          | Kristian Pless       | 6-3 7-5        |
| 5.  | 5 de noviembre de 2007   | Guayaquil | Tierra batida | Daniel Gimeno-Traver | 6-3 6-7(6) 7-5 |
| 6.  | 9 de noviembre de 2009   | Guayaquil | Tierra batida | Santiago Giraldo     | 6-2 2-6 7-6(4) |

## Clasificación histórica

### Individuales
| Torneos de Grand Slam       |                 |                 |                 |      |                 |                 |                 |                 |                 |                 |                 |                 |                 |                 |                 |        |       |
| Australian Open             | 1R              | A               | 2R              | SF   | 2R              | 2R              | 4R              | 3R              | 2R              | A               | A               | 2R              | A               | 1R              | 1R              | 0 / 11 | 15–11 |
| Roland Garros               | 1R              | 2R              | 1R              | 2R   | 4R              | 2R              | 1R              | 3R              | 1R              | A               | 2R              | 2R              | 3R              | 1R              | 1R              | 0 / 14 | 12–14 |
| Wimbledon                   | 2R              | 1R              | 1R              | 2R   | 1R              | A               | CF              | 2R              | A               | A               | A               | 2R              | 1R              | 1R              | A               | 0 / 10 | 8–10  |
| US Open                     | 1R              | 2R              | 1R              | 2R   | 2R              | 3R              | 1R              | 2R              | A               | 1R              | A               | 1R              | 1R              | 2R              | A               | 0 / 12 | 7–12  |
| Victorias – Derrotas        | 1–4             | 2–3             | 1–4             | 8–4  | 5–4             | 4–3             | 7–4             | 6–4             | 1–2             | 0–1             | 1–1             | 3–4             | 2–3             | 1–4             | 0–2             | 0 / 47 | 42–47 |
| Torneos de Fin de Año       |                 |                 |                 |      |                 |                 |                 |                 |                 |                 |                 |                 |                 |                 |                 |        |       |
| Tennis Masters Cup          | No se clasificó | No se clasificó | No se clasificó | RR   | No se clasificó | No se clasificó | No se clasificó | No se clasificó | No se clasificó | No se clasificó | No se clasificó | No se clasificó | No se clasificó | No se clasificó | No se clasificó | 0 / 1  | 0–3   |
| Grand Slam Cup              | No fue invitado | No fue invitado | No fue invitado | CF   | Descontinuado   | Descontinuado   | Descontinuado   | Descontinuado   | Descontinuado   | Descontinuado   | Descontinuado   | Descontinuado   | Descontinuado   | Descontinuado   | Descontinuado   | 0 / 1  | 1–1   |
| ATP Masters Series          |                 |                 |                 |      |                 |                 |                 |                 |                 |                 |                 |                 |                 |                 |                 |        |       |
| Indian Wells                | 1R              | Q2              | 3R              | A    | SF              | CF              | 1R              | 1R              | 3R              | A               | A               | A               | Q1              | 3R              | A               | 0 / 8  | 12–8  |
| Miami                       | 1R              | 2R              | 1R              | 3R   | CF              | 3R              | CF              | 4R              | 2R              | 2R              | 1R              | A               | Q1              | Q1              | 2R              | 0 / 12 | 14–12 |
| Montecarlo                  | A               | Q2              | 1R              | 2R   | 1R              | 1R              | 1R              | 1R              | A               | A               | Q1              | A               | 2R              | 3R              | A               | 0 / 8  | 4–8   |
| Roma                        | A               | A               | 2R              | CF   | 2R              | SF              | 1R              | 1R              | 1R              | A               | Q1              | A               | 2R              | Q1              | Q1              | 0 / 8  | 10–8  |
| Hamburgo                    | A               | A               | 2R              | SF   | 1R              | 3R              | 1R              | 1R              | 2R              | Q1              | A               | Q1              | A               | ATP 500         | ATP 500         | 0 / 7  | 8–7   |
| Canadá                      | A               | A               | A               | A    | 1R              | 2R              | 2R              | 1R              | Q1              | Q2              | A               | A               | 1R              | Q2              | A               | 0 / 5  | 2–5   |
| Cincinnati                  | A               | A               | 1R              | 3R   | 1R              | 1R              | 1R              | 1R              | A               | 1R              | Q1              | Q1              | CF              | Q1              | A               | 0 / 8  | 5–8   |
| Madrid                      | A               | A               | A               | 3R   | 2R              | 3R              | 3R              | A               | A               | Q1              | A               | Q1              | Q1              | A               | A               | 0 / 4  | 5–4   |
| París                       | A               | A               | A               | SF   | 2R              | 3R              | 2R              | 2R              | A               | 1R              | A               | Q2              | Q2              | A               | A               | 0 / 6  | 7–6   |
| Victorias – Derrotas        | 0–2             | 0–1             | 3–6             | 16–7 | 8–9             | 15–9            | 7–9             | 3–8             | 4–4             | 1–3             | 0–1             | 0–0             | 5–4             | 4–2             | 1–1             | 0 / 66 | 67–66 |
| Clasificación de fin de año | 121             | 63              | 90              | 7    | 24              | 23              | 29              | 57              | 122             | 95              | 67              | 109             | 86              | 97              | 447             |        |       |

### Dobles
| Torneo          | 1996 | 1997 | 1998 | 1999 | 2000 | 2001 | 2002 | 2003 | 2004 | 2005 | 2006 | 2007 | 2008 | 2009 |
| --------------- | ---- | ---- | ---- | ---- | ---- | ---- | ---- | ---- | ---- | ---- | ---- | ---- | ---- | ---- |
| Australian Open | A    | A    | 2R   | CF   | A    | CF   | A    | CF   | 1R   | A    | A    | 1R   | A    | 3R   |
| Roland Garros   | 1R   | 1R   | CF   | 2R   | A    | 2R   | A    | A    | A    | A    | A    | A    | 1R   | 1R   |
| Wimbledon       | A    | A    | 2R   | 1R   | 1R   | A    | A    | 3R   | A    | A    | A    | 1R   | A    | A    |
| US Open         | 1R   | 2R   | 1R   | A    | A    | 1R   | A    | 3R   | A    | A    | A    | A    | 1R   | A    |

## Victorias a top 10
| #    | Jugador             | Ranking | Evento                           | Superficie | Ronda | Puntaje            | Ranking de Lapentti |
| 1998 | 1998                | 1998    | 1998                             | 1998       | 1998  | 1998               | 1998                |
| ---- | ------------------- | ------- | -------------------------------- | ---------- | ----- | ------------------ | ------------------- |
| 1.   | Yevgeny Kafelnikov  | 7       | Kitzbühel, Austria               | Arcilla    | 3R    | 6–4, 6–1           | 61                  |
| 1999 |                     |         |                                  |            |       |                    |                     |
| 2.   | Àlex Corretja       | 8       | Gstaad, Suiza                    | Arcilla    | 1R    | 4–3 ret.           | 26                  |
| 3.   | Carlos Moyá         | 10      | Indianápolis, Estados Unidos     | Dura       | CF    | 6–1, 6–2           | 20                  |
| 4.   | Gustavo Kuerten     | 5       | Lyon, Francia                    | Alfombra   | CF    | 5–7, 6–4, 7–5      | 14                  |
| 2001 |                     |         |                                  |            |       |                    |                     |
| 5.   | Magnus Norman       | 5       | Indian Wells, Estados Unidos     | Dura       | 1R    | 4–6, 6–1, 6–1      | 27                  |
| 6.   | Tim Henman          | 10      | Indian Wells, Estados Unidos     | Dura       | 3R    | 6–4, 6–4           | 27                  |
| 7.   | Juan Carlos Ferrero | 4       | Kitzbühel, Austria               | Arcilla    | CF    | 7–6(8–6), 6–2      | 36                  |
| 8.   | Lleyton Hewitt      | 3       | Masters de París, Francia        | Alfombra   | 2R    | 4–6, 6–4, 6–4      | 30                  |
| 2003 |                     |         |                                  |            |       |                    |                     |
| 9.   | Jiří Novák          | 8       | Masters de Miami, Estados Unidos | Dura       | 2R    | 2–6, 6–3, 6–4      | 39                  |
| 2006 |                     |         |                                  |            |       |                    |                     |
| 10   | Nikolay Davydenko   | 6       | Kitzbühel, Austria               | Arcilla    | 2R    | 6–3, 6–3           | 116                 |
| 2008 |                     |         |                                  |            |       |                    |                     |
| 11.  | David Ferrer        | 4       | Cincinnati, Estados Unidos       | Dura       | 2R    | 7–6(7–2), 3–6, 6–3 | 89                  |